# Мей Мюллер
Холлі Мей Мюллер (англ. Holly Mae Muller; нар. 26 серпня 1997, Лондон, Англія, Велика Британія) — британська співачка та авторка пісень. Вона стала відомою після того, як у 2021 році випустила сингл «Better Days» у співпраці зі шведським музичним колективом Neiked та американським репером Polo G, який увійшов до топ-40 у Великій Британії та Сполучених Штатах. Вона представляла Велику Британію на пісенному конкурсі Євробачення 2023 у Ліверпулі з піснею «I Wrote a Song», яка стала першою британською композицією на Євробаченні за останні десять років, яка дебютувала в топ-40 чарту синглів Великобританії.

## Біографія

### Раннє та особисте життя
Мюллер виросла в Кентіш-Тауні, Лондон, у сім’ї Метта Мюллера та Ніколи Джексон, які розлучилися, коли їй було шість років. У неї є старший рідний брат Сем і троє молодших братів від подальших стосунків її батьків. Її дід Роберт Мюллер був біженцем, який утік до Британії з нацистської Німеччини у віці 12 років і оселився в Уельсі. Вона має єврейське коріння та засудила антисемітизм.
Мюллер уперше почала писати власну музику у вісім років і навчалася у коледжі образотворчого мистецтва в Белсайз-Парку, на півночі Лондона. 2007 року, бувши дитиною, вона знялася в кліпі Міки на пісню «Grace Kelly».
У 2020 році Мюллер розкритикувала колишнього прем'єр-міністра Великої Британії та лідера Консервативної партії Бориса Джонсона. Вона також розкритикувала спробу консерваторів припинити безкоштовне шкільне харчування для малозабезпечених сімей.

### Кар'єра
Під час роботи в American Apparel і в пабі в Кентіш-Тауні Мюллер почала публічно виступати. Її дебютний мініальбом After Hours випустили в лютому 2018 року, а за ним — її другий мініальбом Frankly у вересні 2018 року. Того ж року Мюллер підписала контракт з Capitol Records UK.
5 квітня 2019 року Мюллер випустила свій дебютний студійний альбом Chapter 1. Потім вона випустила сингл під назвою «Therapist», який вона виконувала під час туру. Разом із випуском цього сингла Мюллер також оголосила про свій перший національний тур, відвідавши п’ять міст Великої Британії. Пізніше вона оголосила, що її третій мініальбом вийде 6 листопада 2020 року. Мініальбом No One Else, Not Even You був підтриманий туром Великою Британією та Європою.
У 2021 році Мюллер з’явилася як запрошений вокаліст у пісні «When You’re Out» з Білленом Тедом. Потім вона приєдналася до шведського колективу виконавців Neiked та американського репера Polo G для виконання синглу «Better Days». Ця пісня, яка посіла 57 місце в чарті Billboard Hot 100 30 жовтня, пізніше досягнула 23 позиції. «Better Days» увійшла до Топ-10 Pop Airplay в США, а також потрапив до UK Singles Chart, досягнувши 32 позиції.
3 березня 2023 року Мюллер випустила спільну роботу з Сігалою, Кейті Бейзером і Стеффлоном Доном під назвою «Feels This Good». 9 березня 2023 року її було оголошено представницею Великобританії на пісенному конкурсі Євробачення 2023 у Ліверпулі. Її композиція «I Wrote a Song» вийшла в той же день разом із музичним кліпом. Ця пісня стала першою британською заявкою на Євробаченні за понад десять років, яка дебютувала в топ-40 чарту синглів Великобританії. У фіналі конкурсу 13 травня 2023 року стало відомо, що пісня посіла 25 місце з 24 балами.

## Дискографія

### Альбоми
| Назва     | Деталі                                                                                 |
| --------- | -------------------------------------------------------------------------------------- |
| Chapter 1 | - Вийшов: 5 квітня 2019 - Лейбл: Capitol Records - Формат: CD, LP, Завантаження музики |

### Сингли
| Назва                                                                | Рік  | Найвища позиція чарту | Найвища позиція чарту | Найвища позиція чарту | Найвища позиція чарту | Найвища позиція чарту | Найвища позиція чарту | Найвища позиція чарту | Найвища позиція чарту | Найвища позиція чарту | Сертифікації                                                    | Альбом                    |
| Назва                                                                | Рік  | UK                    | AUS                   | IRE                   | LTU                   | NOR                   | ICE                   | NZ                    | SWE                   | US                    | Сертифікації                                                    | Альбом                    |
| -------------------------------------------------------------------- | ---- | --------------------- | --------------------- | --------------------- | --------------------- | --------------------- | --------------------- | --------------------- | --------------------- | --------------------- | --------------------------------------------------------------- | ------------------------- |
| «Close»                                                              | 2018 | —                     | —                     | —                     | —                     | —                     | —                     | —                     | —                     | —                     |                                                                 | Не входить до альбому     |
| «Jenny»                                                              | 2018 | —                     | —                     | —                     | —                     | —                     | —                     | —                     | —                     | —                     |                                                                 | Chapter 1                 |
| «The Hoodie Song»                                                    | 2018 | —                     | —                     | —                     | —                     | —                     | —                     | —                     | —                     | —                     |                                                                 | Chapter 1                 |
| «Pull Up»                                                            | 2018 | —                     | —                     | —                     | —                     | —                     | —                     | —                     | —                     | —                     |                                                                 | Chapter 1                 |
| «Busy Tone»                                                          | 2018 | —                     | —                     | —                     | —                     | —                     | —                     | —                     | —                     | —                     |                                                                 | Chapter 1                 |
| «Leave It Out»                                                       | 2019 | —                     | —                     | —                     | —                     | —                     | —                     | —                     | —                     | —                     |                                                                 | Chapter 1                 |
| «Anticlimax»                                                         | 2019 | —                     | —                     | —                     | —                     | —                     | —                     | —                     | —                     | —                     |                                                                 | Не входить до альбому     |
| «Dick»                                                               | 2019 | —                     | —                     | —                     | —                     | —                     | —                     | —                     | —                     | —                     |                                                                 | Не входить до альбому     |
| «Therapist»                                                          | 2020 | —                     | —                     | —                     | —                     | —                     | —                     | —                     | —                     | —                     |                                                                 | Не входить до альбому     |
| «I Don't Want Your Money»                                            | 2020 | —                     | —                     | —                     | —                     | —                     | —                     | —                     | —                     | —                     |                                                                 | Не входить до альбому     |
| «So Annoying»                                                        | 2020 | —                     | —                     | —                     | —                     | —                     | —                     | —                     | —                     | —                     |                                                                 | No One Else, Not Even You |
| «HFBD»                                                               | 2020 | —                     | —                     | —                     | —                     | —                     | —                     | —                     | —                     | —                     |                                                                 | No One Else, Not Even You |
| «Gone»                                                               | 2021 | —                     | —                     | —                     | —                     | —                     | —                     | —                     | —                     | —                     |                                                                 | Не входить до альбому     |
| «Better Days» (Разом з Neiked та Polo G)                             | 2021 | 32                    | 16                    | 20                    | —                     | 29                    | —                     | 13                    | 78                    | 23                    | - BPI: Срібло - ARIA: Платинум - RIAA: Платинум - RIANZ: Золото | Не входить до альбому     |
| «American Psycho» (Разом з Marshmello та Trippie Redd)               | 2022 | —                     | —                     | —                     | —                     | —                     | —                     | —                     | —                     | —                     |                                                                 | Не входить до альбому     |
| «I Just Came to Dance»                                               | 2022 | —                     | —                     | —                     | —                     | —                     | —                     | —                     | —                     | —                     |                                                                 | В очікуванні              |
| «Feels This Good» (Разом з Sigala та Caity Baser feat. Stefflon Don) | 2023 | 93                    | —                     | —                     | —                     | —                     | —                     | —                     | —                     | —                     |                                                                 | Every Cloud               |
| «I Wrote a Song»                                                     | 2023 | 9                     | —                     | 44                    | 23                    | —                     | 24                    | —                     | —                     | —                     |                                                                 | В очікуванні              |